# Kazimierz Wyszomirski

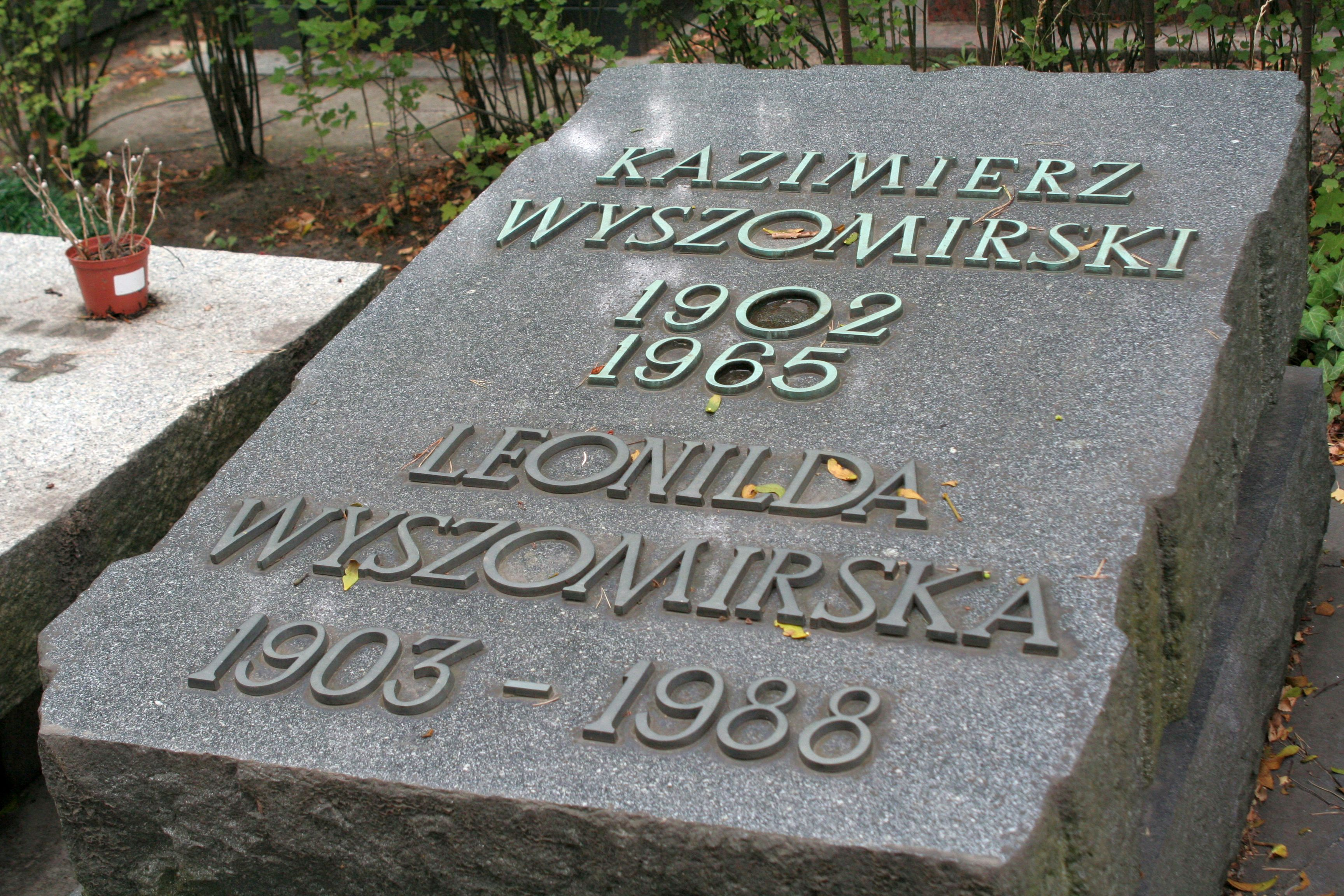
Grób Kazimierza Wyszomirskiego i jego żony Leonildy na Cmentarzu Wojskowym na Powązkach w Warszawie

Kazimierz Wyszomirski (ur. 18 lutego 1902 w Warszawie, zm. 27 maja 1965) – polski działacz ruchu ludowego, pedagog. 

## Życiorys
Członek Zarządu Głównego Związku Młodzieży Wiejskiej. Współtwórca (razem z Marianem Rapackim, Janem Bonowiczem i Józefem Dominką) Spółdzielni Turystyczno-Wypoczynkowej „Gromada”. Prezes tejże od 1937 do 1939. Opowiadał się za tworzeniem spółdzielczych ośrodków zdrowia na terenach wiejskich.
Pochowany na cmentarzu Powązki Wojskowe w Warszawie (kwatera C2-6-7).
Mąż Leonildy Wyszomirskiej (1903-1988).